# 平野司
平野 司（ひらの つかさ、1983年4月28日 - ）は、日本の元トライアスロン選手である。大阪府出身。

## 経歴
関西大学卒業。
2001年から2011年までITUワールドカップに参戦。また、2005ジャパンカップ、2010アジアカップなど複数の国内外の大会でタイトルを獲得。2012年の引退後はNASトライアスロンクラブのヘッドコーチを務める。2018年よりAli’iD (アリーディ)トライアスロンスクール を設立し代表を務めている。エイジクラスからエリートクラス日本代表まで幅広く指導を行っている。